# Рівненський ґебіт
Рі́вненський ґебі́т (нім. Kreisgebiet Rowno «Рівненська округа») — німецька адміністративно-територіальна одиниця з центром у Рівному, найбільша за чисельністю населення і кількістю районів округа генеральної округи Волинь-Поділля Райхскомісаріату Україна.

## Історія
Рівненська округа виникла опівдні 1 вересня 1941 року у складі генеральної округи Брест-Литовський. Вона охоплювала території міста Рівне і Рівненського району УРСР та відповідно поділялася на 2 райони: Рівненський міський (нім. Rayon Rowno-Stadt) і Рівненський сільський (нім. Rayon Rowno-Land). Одночасно було утворено Здолбунівську округу (нім. Kreisgebiet Sdolbunow), яка складалася принаймні з міста Здолбунів та Здолбунівського району з відповідним поділом щонайменше на 2 райони (нім. Rayon Sdolbunow-Stadt) і (нім. Rayon Sdolbunow-Land). Гебітскомісаром першої був спочатку штабсляйтер орденсюнкер Бек, а з листопада 1942 року — Баєр, керівником другої був Георг Маршал. 15 січня 1943 року ці дві округи було об'єднано в одну нову округу Рівне, а 1 квітня 1943 дві сільські управи Корнин і Квасилів об'єдналися в одну нову одиницю Ной-Шенау (нім. Neu Schönau).
Ґебіт підпорядковувався Рівненському суду. На території Рівненського та Здолбунівського ґебітів з першої половини 1942 року діяв Рівненський господарський банк, який був одним із німецьких засобів економічного пограбування окупованих територій.
Станом на 1 вересня 1943 року Рівненський ґебіт генеральної округи Волинь-Поділля (так із 1 січня 1942 р. називалася генеральна округа Брест-Литовський) поділявся на 12 районів: район Олександрія над Горинню (нім. Rayon Alexandria/Horyn), район Гоща (нім. Rayon Goschtscha), район Клевань (нім. Rayon Klewan), район Корець (нім. Rayon  Korez),  район Межирічі (нім. Rayon Meshyritschi), район Мізоч (нім. Rayon Misotsch), район Острог (нім. Rayon Ostrog), міський район Рівне (нім. Rayon Rowno-Stadt), сільський район Рівне (нім. Rayon Rowno-Land), міський район Здолбунів (нім. Rayon  Sdolbunow-Stadt), сільський район Здолбунів (нім. Rayon Sdolbunow-Land) і район Тучин (нім. Rayon Tutschyn) — які збігалися межами з двома відповідними містами і десятьма районами передвоєнної Рівненської області.
Голова району відповідав перед гебітскомісаром за ведення справ у районі та організацію роботи відділів. Структура районної управи включала 12 секцій: адміністративну, шкільну та культурних справ, охорони здоров'я, ветеринарну, мірничу, правову, фінансову, постачання та сільського господарства, праці, господарських та постачальних підприємств, управління земельними ділянками та будинками, дорожню. Проте їхня кількість не була чітко визначеною. Наприклад, у Клеванській районній управі діяло 11 секцій: адміністративна, громадського стану, суспільної опіки, господарська, освітньо-культурна, технічно-будівельна, дорожня, протипожежної охорони, фінансово-податкова, страхова і праці, а в Рівненській — лише 4 секції. До штату кожної секції входило від 2 до 5 працівників.
У Рівному видавався часопис «Волинь», редактором якого був: Улас Самчук (1 вересня 1941 — 22 березня 1942), Степан Скрипник (березень — травень 1942), Андрій Мисечко (травень 1942 — липень 1943), Петро Зінченко (липень 1943 — січень 1944). Збереглися випуски з 1 вересня 1941 по 7 січня 1944 рік, у 1942—1943 роках виходив господарський тижневик для українських селян «Вісті», редакторами якого був Г. Стефюк і А. Мисечко. У видавництві «Волинь» друкувався часопис для дітей «Орленя», із жовтня 1941 по листопад 1942 вийшло 14 чисел, редактором був Петро Зінченко (розстріляний у січні1944 р.), а також «Український хлібороб» (січень жовтень 1942), засновником якого було Рівненське обласне господарське товариство «Сільський господар», а редактором інженер-агроном Петро Колесник (розстріляний 18 листопада 1943). Видавництво Німецького бюро новин (Дойчес нахріхтенбюро) при РКУ у 1942—1943 роках випускало «Українську кореспонденцію». Керівниками були Карл Аріо, Арнольд Блюме, співробітником (редактором) Улас Самчук (з 20 квітня 1942). Виходила сільськогосподарська газета «Українське життя».
2 лютого 1944 року адміністративний центр округи захопили радянські війська.

## Склад
Адміністративно до складу гебіту входило 9 районів та 2 міські управи:
| Район                       | Площа, км² | Населення, осіб |
| --------------------------- | ---------- | --------------- |
| Олександрійський район      | 368 км²    | 19956           |
| Гощанський район            | 459 км²    | 40574           |
| Клеванський район           | 222 км²    | 20867           |
| Корецький район             | 284 км²    | 24407           |
| Межиріцький район           | 423 км²    | 30565           |
| Мізоцький район             | 416 км²    | 33506           |
| Острозький район            | 630 км²    | 51890           |
| Рівненська міська управа    | 526 км²    | 17531           |
| Рівненський район           | 526 км²    | 42333           |
| Здолбунівська міська управа | 11 км²     | 7650            |
| Здолбунівський район        | 252 км²    | 20389           |
| Тучинський район            | 383 км²    | 24381           |

Розпорядженням генерал-комісара від 1 січня 1942 року Рівненський і Здолбунівський було об'єднано в один Рівненський ґебітскомісаріат.